# Janez Fettich
Janez Fettich, slovenski zdravnik dermatovenerolog, * 9. oktober 1921, Ljubljana, † 26. avgust 2004.
Dr. Fettich je na Medicinski fakulteti v Ljubljani leta 1948 diplomiral, kasneje pa na isti ustanovi tudi poučeval in bil med letoma 1967 in 1969 tudi njen dekan. Med letoma 1975 in 1979 je bil predsednik Združenja dermatovenerologov Jugoslavije. Je avtor preko 100 strokovnih člankov in razprav. Od leta 1979 je bil redni član Slovenske akademije znanosti in umetnosti